# Сіріл Алден
Сіріл Алден (англ. Albert Alden, 6 листопада 1887 — 25 червня 1965) — британський велогонщик.
Срібний призер Олімпійських Ігор 1920 (гонка на 50 км), 1920 (командна гонка переслідування), 1924 (гонка на 50 км) років.